# Butere-Mumias
Butere Mumias is een Keniaans district. Het district telt 476.928 inwoners (1999) en heeft een bevolkingsdichtheid van 508 inw/km². Ongeveer 3,0% van de bevolking leeft onder de armoedegrens en ongeveer 61,0% heeft beschikking over elektriciteit.